# Missolungi
Missolungi (również: Mesolongi, Messolongi, dawniej Mesolongion, nowogr. Μεσολόγγι, Mesolongi) – miasto w Grecji, w administracji zdecentralizowanej Peloponez, Grecja Zachodnia i Wyspy Jońskie, w regionie Grecja Zachodnia, w jednostce regionalnej Etolia-Akarnania. Siedziba gminy Świętego Miasta Missolungi. W 2011 roku liczyło 12 785 mieszkańców.
Miejsce śmierci George’a Byrona w 1824 roku. Jeden z ważnych punktów podczas Wojny o niepodległość Grecji, było oblegane kilkakrotnie w latach 1822–1826.
Missolungi (pierwotnie jako osada) powstało w XIII wieku i zostało założone przez dalmatyńskich piratów. Nazwa „Messo-Langi” pochodzi z języka dalmatyńskiego i znaczy dosłownie „wioska przy jeziorze”.